# Tulum (sito archeologico)
Tulum è un importante complesso archeologico Maya situato nella penisola dello Yucatán, in Messico. La sua particolare posizione, sulla costa a picco sul mare, ha fatto sì che fosse la prima città Maya ad essere avvistata dagli spagnoli il 3 marzo 1517.
La sua favorevole posizione geografica ne aveva in precedenza decretato la fortuna facendola diventare un importante scalo commerciale di prodotti quali pesce, miele, sale, ossidiana e piume di quetzal.
L'edificio più importante di Tulum è senza dubbio El Castillo situato nei pressi dell'approdo, una piccola insenatura che fungeva da porto.
Meta di turisti provenienti da tutto il mondo, il fascino di Tulum è dato anche dalle sue spiagge di sabbia finissima, tipiche della costa caraibica.
Questo luogo appare anche nel videogioco Assassin's Creed IV: Black Flag.

## Storia

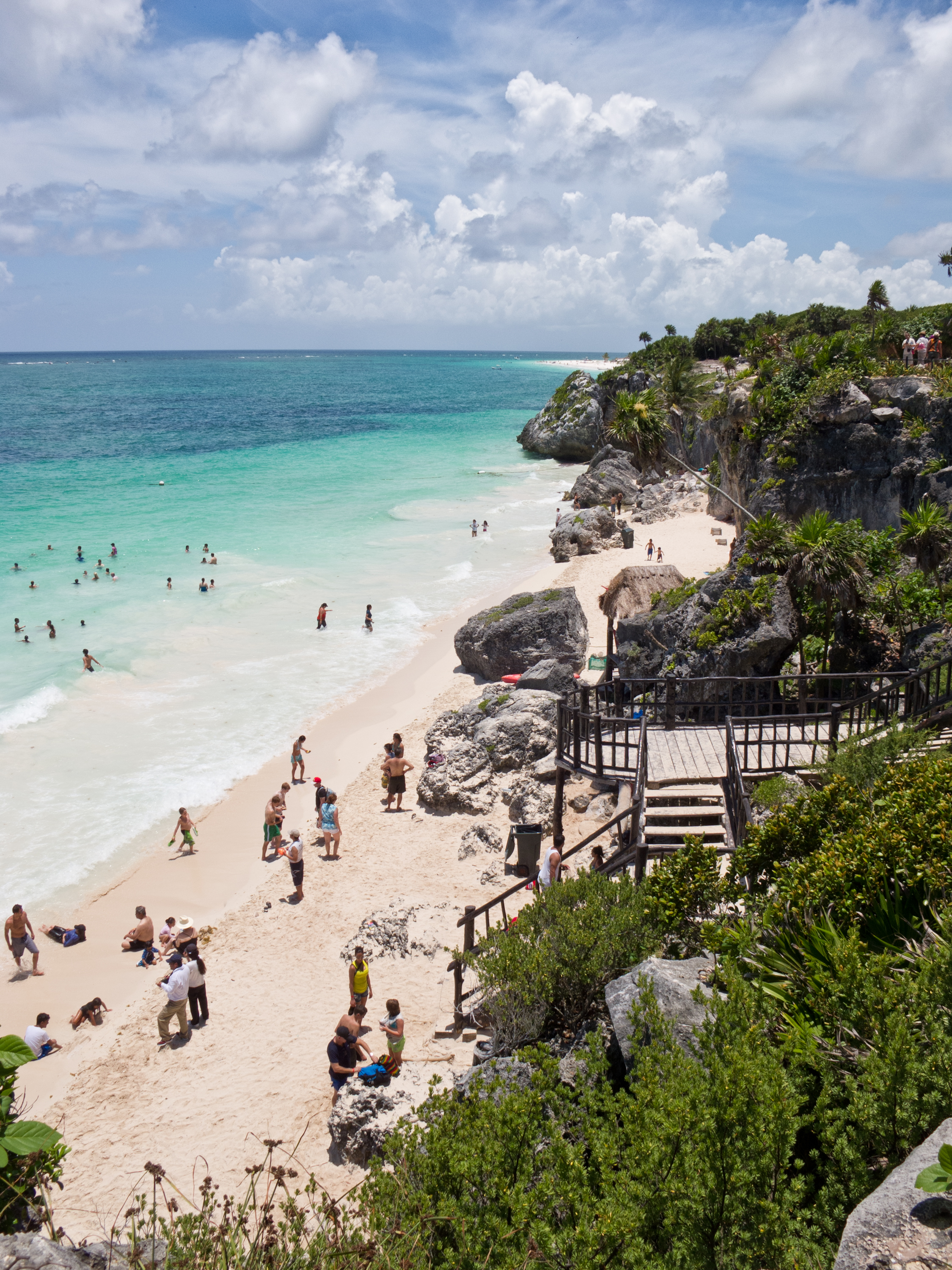
Spiaggia sotto le rovine di Tulum

Tulum era una città militare costruita sulla costa del Mar dei Caraibi e vicina all'isola di Cozumel. Alcuni racconti tradizionali maya descrivono l'antica città di Tulum unita alle città di Cobà, Chichén Itza e di Uxmal attraverso la cuxan san che era una strada sospesa nel cielo. Si trattava di strade di pietra rialzate che collegavano queste città. Nel 1518, quattro navi spagnole che costeggiarono lo Yucatàn riportarono la testimonianza di avere visto tre grandi città molto vicine. Le città erano quattro: Xelha, Soliman, Tulum e Tancah, che davano la sensazione di essere un’unica città. Lungo la strada situata lungo la costa che attraversa Tulum si stanziarono numerosi centri maya. Alcuni di questi centri appartenevano all’epoca dei primi Maya, altri ancora vennero costruiti nel periodo della Lega di Mayapàn. Fu in questa fase storica che si espanse Tulum.

## Monumenti di interesse

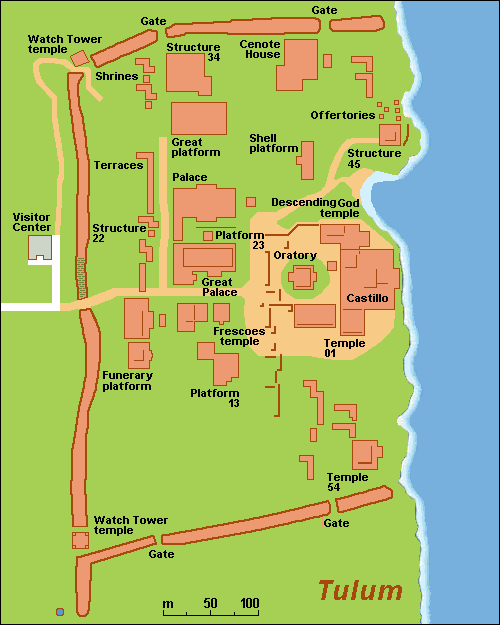
Carta del centro di Tulum

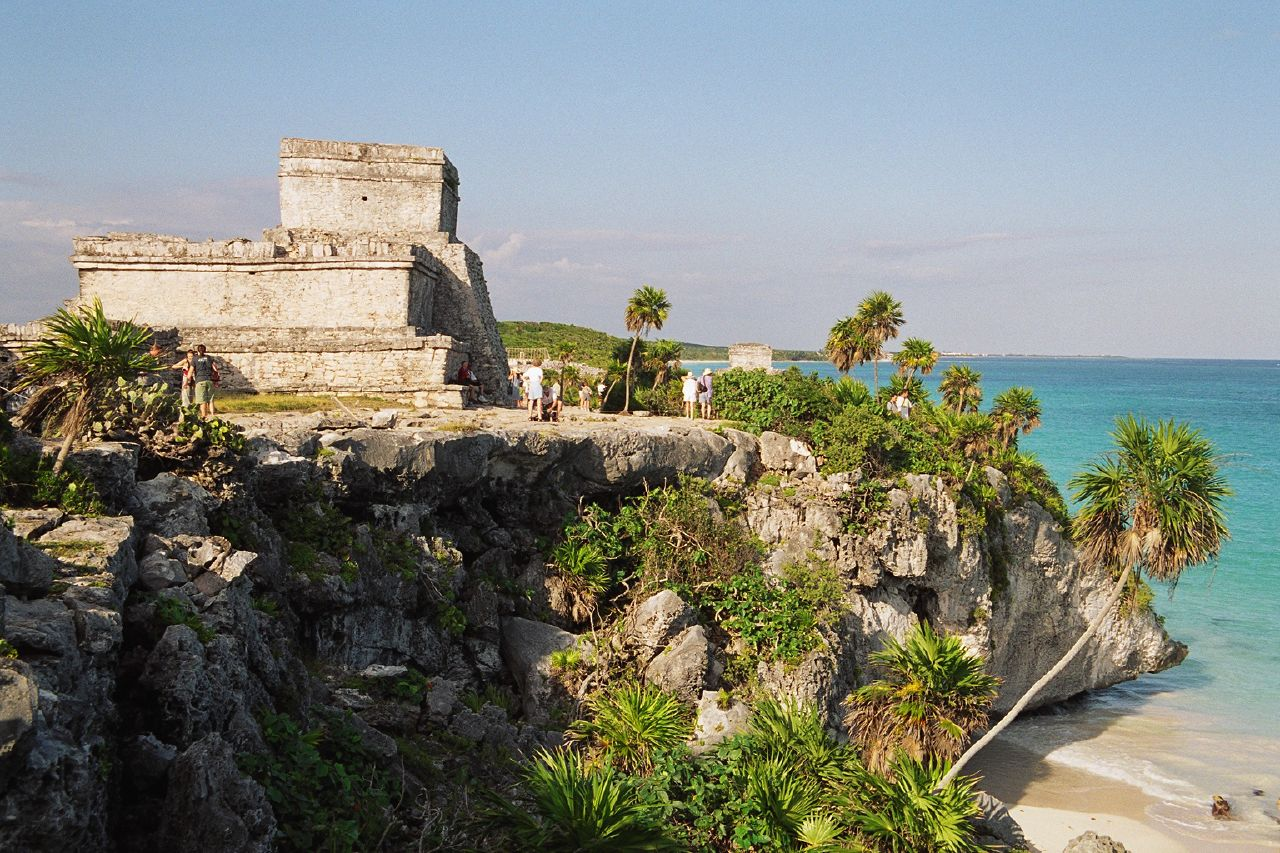
El Castillo

Il Castillo è la più importante costruzione storica di Tulum ed è situato su di una rupe. Il tempio ha il tetto fatto di travi di legno con figure di stucco e con affreschi interni ben conservati. Il Castillo è circondato da un recinto all'interno del quale si trovano dieci strutture di età diverse. La più grande tra queste strutture è il Tempio del Dio che si tuffa che ha una larghezza di ventisette piedi e una profondità di venti per nove piedi di altezza. Numerosi affreschi ornano i lati della porta e le relative mura. In una nicchia presente sulla porta si trova l’immagine di un dio alato. Si tratta di una divinità maya dal nome Ah Musen Cab: dio delle api.